# Campeonato Chileno de Futebol de 1986 - Segunda Divisão
O Campeonato Chileno de Futebol de Segunda Divisão de 1986 foi a 35ª edição do campeonato do futebol do Chile, segunda divisão, no formato "Primera B". Em turno e returno os 24 clubes jogam em dois grupos (Norte e Sul). As seis melhores pontuações (independente de grupo) vão a uma ligilla, na qual o campeão é promovido para o Campeonato Chileno de Futebol de 1987. O último colocado era rebaixado para o Campeonato Chileno de Futebol de 1987 - Terceira Divisão.

## Participantes
| Equipe                              | Cidade       | Região                           | No ano anterior                                                      | Estádio                                       | Capacidade | Títulos        | Participações |
| ----------------------------------- | ------------ | -------------------------------- | -------------------------------------------------------------------- | --------------------------------------------- | ---------- | -------------- | ------------- |
| Deportes Iberia                     | Los Ángeles  | Região de Bío-Bío                | Oitavo Lugar (Descenso Sul)                                          | Estádio Municipal de Los Ángeles              | 5.000      | 0 (não possui) | 32            |
| Deportes Linares                    | Linares      | Região de Maule                  | Sétimo Lugar (Ascenso Sul)                                           | Estádio Fiscal de Linares                     | 7.000      | 0 (não possui) | 26            |
| Club de Deportes Malleco Unido      | Angol        | Região de Araucanía              | Terceiro Lugar (Ascenso Sul)                                         | Estádio Municipal Alberto Larraguibel Morales | 4.000      | 0 (não possui) | 14            |
| Club de Deportes Ovalle             | Ovalle       | Região de Coquimbo               | Nono Lugar (Descenso Norte)                                          | Estádio Municipal de Ovalle                   | 8.000      | 0 (não possui) | 21            |
| Club de Deportes Lota Schwager      | Coronel      | Região de Bío-Bío                | Segundo Lugar (Ascenso Sul)                                          | Estádio Municipal Federico Schwager           | 18.500     | 1 (1969)       | 10            |
| Club Deportivo Provincial Osorno    | Osorno       | Região de Los Lagos              | Quinto Lugar (Ascenso Sul)                                           | Estádio Municipal Rubén Marcos Peralta        | 12.000     | 0 (não possui) | 4             |
| Club de Deportes Puerto Montt       | Puerto Montt | Região de Los Lagos              | Nono Lugar (Descenso Sul)                                            | Estádio Regional de Chinquihue                | 5.300      | 0 (não possui) | 4             |
| Club de Deportes Valdivia           | Valdivia     | Região de Los Lagos              | Sexto Lugar (Descenso Sul)                                           | Estádio Parque Municipal de Valdivia          | 5.300      | 0 (não possui) | 4             |
| Club Provincial Curicó Unido        | Curicó       | Região de Maule                  | Quarto Lugar (Ascenso Sul)                                           | Estádio La Granja                             | 8.000      | 0 (não possui) | 11            |
| Unión Santa Cruz                    | Santa Cruz   | Região de O'Higgins              | Segundo Lugar (Ascenso Norte)                                        | Estádio Municipal Joaquín Muñoz García        | 4.500      | 0 (não possui) | 4             |
| Club Deportivo Quintero Unido       | Quintero     | Região de Valparaíso             | Sétimo Lugar (Descenso Norte)                                        | Estádio Municipal Raúl Vargas Verdejo         | 10.000     | 0 (não possui) | 4             |
| Club de Deportes Coquimbo Unido     | Coquimbo     | Região de Coquimbo               | Sexto Lugar (Ascenso Norte)                                          | Estádio La Pampilla                           | ---        | 2 (1962, 1977) | 20            |
| Cobreandino                         | Los Andes    | Região de Valparaíso             | Rebaixado por ser último do grupo na Copa Chile 1986                 | Estádio Regional de Los Andes                 | 2.500      | 1 (1985)       | 29            |
| Club de Deportes Antofagasta        | Antofagasta  | Região de Antofagasta            | Terceiro Lugar (Ascenso Norte)                                       | Estádio Regional de Antofagasta               | 26.339     | 1 (1968)       | 9             |
| Club de Deportes Santiago Wanderers | Valparaíso   | Região de Valparaíso             | Quarto Lugar (Ascenso Norte)                                         | Estádio Elías Figueroa Brander                | 23.000     | 1 (1978)       | 5             |
| Club de Deportes Regional Atacama   | Copiapó      | Região de Atacama                | Oitavo Lugar (Descenso Norte)                                        | Estádio Luis Valenzuela Hermosilla            | 8.000      | 0 (não possui) | 4             |
| Club de Deportes La Serena          | La Serena    | Região de Coquimbo               | Quinto Lugar (Ascenso Norte)                                         | Estádio La Portada                            | 18.500     | 1 (1957)       | 12            |
| Club de Deportes Unión La Calera    | La Calera    | Região de Valparaíso             | Rebaixado por ser último do grupo na Copa Chile 1986                 | Estádio Municipal Nicolás Chahuán Nazar       | 10.000     | 2 (1961, 1984) | 18            |
| Club Deportivo Arica                | Arica        | Região de Tarapacá               | Rebaixado do Campeonato Chileno de Futebol de 1985                   | Estádio Carlos Dittborn                       | 10.000     | 1 (1981)       | 5             |
| O'Higgins Fútbol Club               | Rancagua     | Região de O'Higgins              | Rebaixado do Campeonato Chileno de Futebol de 1985                   | Estádio El Teniente                           | 14.550     | 1 (1964)       | 3             |
| Club de Deportes Laja               | Laja         | Região de Bío-Bío                | Acesso pela Campeonato Chileno de Futebol de 1985 - Terceira Divisão | Estádio Facela                                | 3.000      | 0 (não possui) | 3             |
| Club de Deportes Ñublense           | Chillán      | Região de Bío-Bío                | Acesso pela Campeonato Chileno de Futebol de 1985 - Terceira Divisão | Estádio Bicentenário Municipal Nelson Oyarzún | 12.000     | 1 (1976)       | 21            |
| Club de Deportes Temuco             | Temuco       | Região de Araucanía              | Acesso pela Campeonato Chileno de Futebol de 1985 - Terceira Divisão | Estádio Municipal Germán Becker               | 20.930     | 0 (não possui) | 3             |
| Club Deportivo Soinca Bata          | Melipilla    | Região Metropolitana de Santiago | Acesso pela Campeonato Chileno de Futebol de 1985 - Terceira Divisão | Estádio Soinca Bata                           | xxxx       | 0 (não possui) | 2             |

## Campeão
| Campeão Chileno Segunda Divisão 1986                         |
| ------------------------------------------------------------ |
| Club de Deportes Lota Schwager (Coronel) (2º título) Campeão |